# Крабоїд (птах)
Крабоїд  (Dromas ardeola) — вид сивкоподібних птахів монотипової родини крабоїдових (Dromadidae).

## Поширення
Птах поширений вздовж західного і північного узбережжя та на островах Індійського океану. Гніздиться навколо Аравійського моря, Оманської та Перської заток, Червоного моря

## Опис
Тіло завдовжки 33-36 см, розмах крил до 66 см, вага — 250—320 г. Стрункий птах з довгими ногами і дзьобом, що пристосований до поїдання крабів. Оперення білого кольору, лише частина спини та краї крил чорні.

## Спосіб життя
Птах живе вздовж морського узбережжя. Трапляється численними зграями, що можуть сягати і тисячу птахів, навіть у позашлюбний період. Основу раціону складають краби. Поїдають також інших членистоногих, молюсків, кільчастих червів, на яких полює у припливній зоні. Сезон розмноження припадає на квітень-липень. Гнізда облаштовує на піщаних дюнах. Крабоїд викопує тунель завдовжки до 2 м, у кінці якого знаходиться виводкова камера. У гнізді одне, рідше два білий яйця. Інкубація триває 31-35 днів. Про потомство піклуються обидва птахи.